# Солтер, Сюзанна
Сюза́нна Мадо́ра Со́лтер (англ. Susanna Madora Salter), урождённая Ки́нси (Kinsey; 2 марта 1860, Ламайра, Огайо, США — 17 марта 1961, Норман, Оклахома, США) — американская политическая деятельница, активистка движения за трезвость, мэр Аргонии (1887—1888). Первая женщина-мэр в США.

## Биография

### Ранние годы
Родилась 2 марта 1860 года, в невключённой территории Ламайра округа Белмонт штата Огайо. Её родителями были Оливер и Терисса Кинси, потомки квакерских колонистов из Англии.
Когда Сюзанне исполнилось 12 лет, семья переехала в Канзас, где они поселились на ферме в Силвер-Лейк, площадью 80 акров. Спустя восемь лет она поступила в Сельскохозяйственный колледж штата Канзас (ныне — Университет штата Канзас). Так как она прошла предварительную подготовку в старших классах, Сюзанне было позволено пропустить первый курс обучения. Колледж, однако, она так и не окончила, бросив учёбу всего за шесть недель до выпуска из-за проблем со здоровьем.

### Переезд в Аргонию и активизм
Ещё в студенческие годы Сюзанна познакомилась с Льюисом Солтером, начинающим адвокатом и сыном бывшего вице-губернатора Канзаса Мелвилла Солтера. Вскоре они поженились и переехали в недавно основанный городок Аргония. Там Сюзанна работала в Женском христианском союзе за трезвость и Партии запрета. Тогда же Солтер познакомилась с Кэрри Нейшн, известной активисткой антиалкогольного движения.
В 1883 году Солтер родила первого ребёнка, девочку Фрэнсис. В общей сложности у пары было девять детей.
После того как Аргония в 1885 году получила статус города, отец Сюзанны был избран её первым мэром, а Льюис стал работать в его администрации.

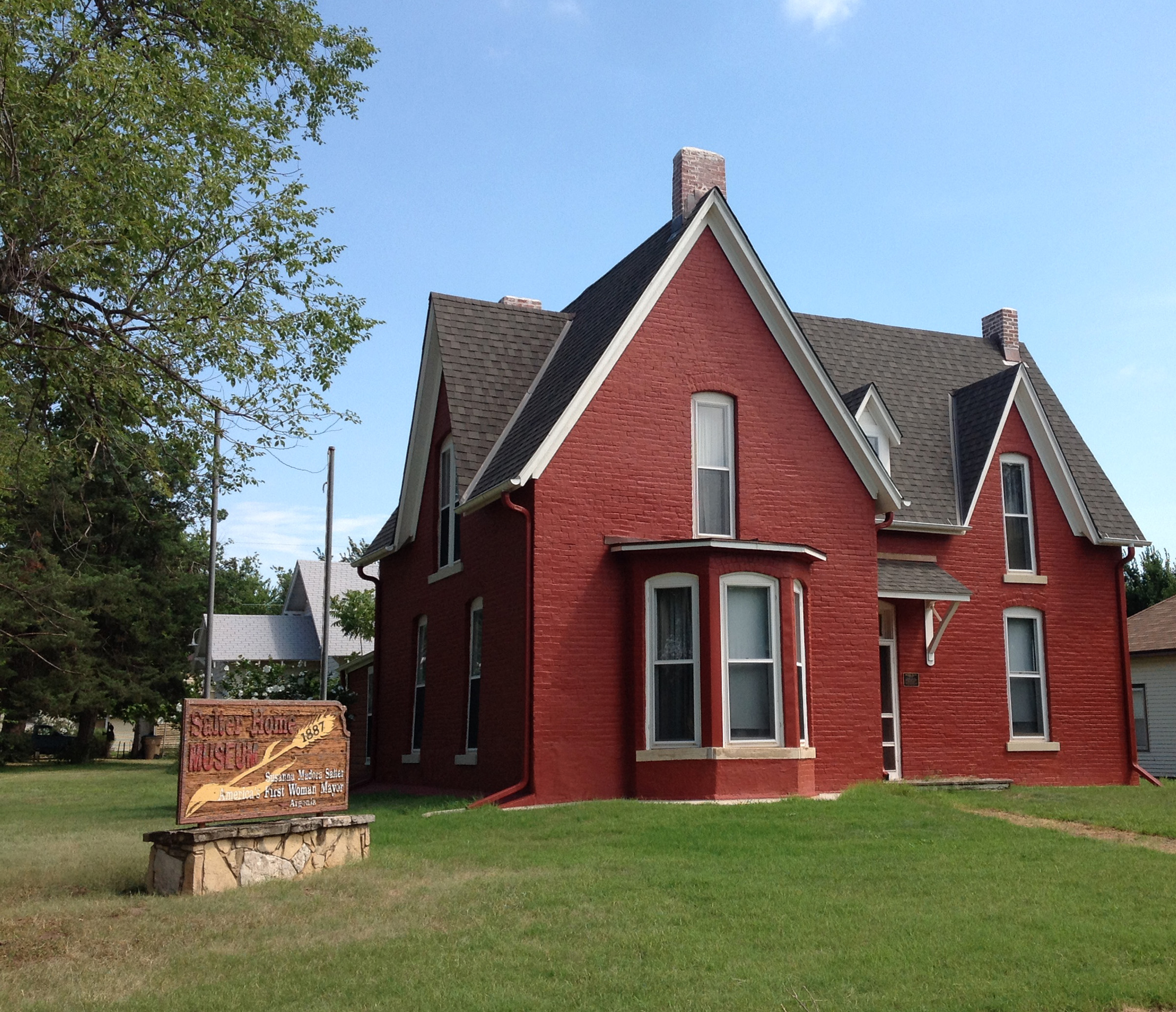
Фамильный дом Солтеров в Аргонии

### Политическая деятельность
Сюзанна Солтер была избрана мэром Аргонии 4 апреля 1887 года. Её победа на выборах была неожиданной, так как кандидатура Солтер была выдвинута группой мужчин в качестве шутки, с целью доказать, что женщина не способна получить выборную должность. Сюзанна, в свою очередь, не догадывалась, что находится в списке кандидатов, до самого открытия избирательных участков. Узнав об этом, Солтер согласилась вступить в должность мэра в случае избрания. После её слов Женский христианский союз за трезвость признал её своим новым предпочтительным кандидатом. Кроме того, местный председатель Республиканской партии отправил делегацию однопартийцев к Солтер домой, а позже заявил, что республиканцы готовы поддержать её на выборах.
Победа Сюзанны на выборах, сделавшая её первой женщиной-мэром в США, стала поводом для множества дискуссий и повлекла за собой внимание со стороны прессы. На одном из первых городских заседаний присутствовал корреспондент из Нью-Йорка, положительно охарактеризовавший Солтер как руководительницу. Новость об избрании женщины-мэра распространилась далеко за пределы Аргонии — в частности, она была опубликована в газетах Швеции и Южной Африки. Солтер стала получать множество писем поддержки от деятелей женского движения.
Осенью 1887 года Сюзанну пригласили на конвенцию объединения за женское избирательное право. Она присутствовала там вместе со Сьюзен Энтони, Рэйчел Фостер Эйвери и Генри Блэкуэллом, мужем Люси Стоун.
За год службы Солтер получила всего один доллар заработной платы. После годичного пребывания на посту Солтер не стала добиваться переизбрания.

### После отставки
Когда Солтер покинула должность мэра, она со своей семьёй продолжала жить в Аргонии до 1893 года, после чего её муж приобрёл землю в Черокском клине в Альве, штат Оклахома. Спустя десять лет жизни в Альве, они переехали в Огасту (в том же штате) где Льюис занимался юридической практикой и основал газету Headlight (с англ. — «Фара»). Спустя некоторое время супруги переехали в городок Кармен. После смерти мужа в 1916 году Сюзанна перебралась в Норман, где её младший ребёнок получал образование в Университете Оклахомы.

### Смерть
Умерла 17 марта 1961 года в Нормане, в возрасте 101 года. Похоронена в Аргонии, рядом с Льюисом.

## Память
В 1933, ещё при жизни Солтер, на площади Аргонии была установлена памятная бронзовая табличка, отдававшая ей должное как первой женщине-мэру.
Дом, в котором Солтер жила, будучи в должности мэра, был внесён в Национальный реестр исторических мест США в сентябре 1971 года.